# Metka Unuk

mag. Metka Unuk Tomšič, slovenska klavirska in glasbena pedagoginja, akademska pianistka
Leta 2002 je diplomirala na Akademiji za glasbo v Ljubljani iz klavirja pri prof. Andreju Jarcu. Aktivno je sodelovala na različnih poletnih šolah (S. Gadžijev, J. Perry, R. Kinka), pianističnih simpozijih, klavirskih seminarjih, javnih nastopih po Sloveniji, Avstriji, Italiji in na Hrvaškem. Pred tem je leta 2000 diplomirala iz glasbene pedagogike na Pedagoški fakulteti v Mariboru. Podiplomski magistrski študij klavirja je leta 2004 končala v Ljubljani. 
Posveča se komorni glasbi in solističnim koncertom, snema pa tudi za glasbeni program Radia Maribor. Je avtorica strokovnih člankov, objavljenih v glasbenih revijah Tonovi, Theoria in Glasba v šoli in vrtcu.

Od leta 2002 deluje na Konservatoriju za glasbo in balet v Mariboru kot klavirska pedagoginja in korepetitorka.